# Rhabdomastix margarita
Rhabdomastix margarita är en tvåvingeart som beskrevs av Alexander 1940. Rhabdomastix margarita ingår i släktet Rhabdomastix och familjen småharkrankar. Inga underarter finns listade i Catalogue of Life.